# Neoperla pallicornis
Neoperla pallicornis är en bäcksländeart som beskrevs av Banks 1937. Neoperla pallicornis ingår i släktet Neoperla och familjen jättebäcksländor. Inga underarter finns listade i Catalogue of Life.